# 토이 스토리 (비디오 게임)
토이 스토리 비디오 게임(Toy Story video game)은 1995년 11월 22일에 출시된 비디오 게임이다.

## 플레이
- 스테이지1
- 스테이지2
- 스테이지3
- 스테이지4
- 스테이지5
- 스테이지6
- 스테이지7
- 스테이지8
- 스테이지9
- 스테이지10
- 스테이지11
- 스테이지12
- 스테이지13
- 스테이지14
- 스테이지15
- 스테이지16

## 등장 캐릭터
- 우디: 주인공 플레이
- 버즈 라이트이어